# Восточный (мыс)
Мыс Восточный (Грабет, нем. Grabscher Haken — уст. Грабшер-хакен (от прусск. grabis — гора), лит. Grobšto ragas — Гробштас) — мыс на восточном берегу Куршской косы, в Калининградской области России, в 3 км к югу от Ниды.

## География
Длина полуострова 1,5 км, максимальная ширина 3,6 км, площадь 308 га, третий по величине полуостров Куршской косы. Размер поверхности занимает ровный оттенок. В конце мыса Восточного находится дюна «Виенишуоле» высотой 14 м, в северной части — «Дюна планера» высотой 50 м. Между мысом Восточным и мысом Парнидис находится залив Гробштас. Территория между мысом Парнидис и государственной границей Литвы принадлежит заповеднику Гробштас — здесь водятся орлан и пеганка, водится тростниковая жаба, морской еж, болото, водоросли, амброзия темнолистная; все занесены в Красную книгу Литвы.